# 阿纳斯塔西娅·萨波瓦洛娃
阿纳斯塔西娅·萨波瓦洛娃（俄语：Анастасия Шаповалова，2002年3月8日—），俄羅斯女子羽毛球運動員。

## 簡歷
2018年6月，阿纳斯塔西娅·萨波瓦洛娃出戰克羅地亞羽毛球國際賽，與乔治·卡尔波夫合作打進混合雙打比賽四強。

## 主要比賽成績
只列出曾進入準決賽的國際賽事成績：
| 年份   | 賽事                     | 公開賽級別 | 項目     | 拍檔                 | 成績   |
| ------ | ------------------------ | ---------- | -------- | -------------------- | ------ |
| 2018年 | 克羅地亞羽毛球國際賽     | 未來系列賽 | 女子雙打 | Anastasia Osiyanenko | 準決賽 |
| 2018年 | 歐洲青年羽毛球錦標賽     | 其他       | 混合團體 | －                   | 季軍   |
| 2018年 | 土耳其羽毛球國際賽       | 國際系列賽 | 女子單打 | －                   | 準決賽 |
| 2020年 | 歐洲青年羽毛球錦標賽     | 其他       | 混合團體 | －                   | 季軍   |
| 2020年 | 歐洲青年羽毛球錦標賽     | 其他       | 女子單打 | －                   | 冠軍   |
| 2021年 | 歐洲羽毛球混合團體錦標賽 | 其他       | 混合團體 | －                   | 季軍   |
| 2022年 | 印度羽毛球公開賽         | 超級500賽  | 女子雙打 | 葉卡捷琳娜·瑪爾科娃  | 準決賽 |
| 2022年 | 伊朗羽毛球國際挑戰賽     | 國際挑戰賽 | 女子雙打 | 葉卡捷琳娜·瑪爾科娃  | 冠軍   |

| 2018-2026年 | 總決賽 | 超級1000賽 | 超級750賽 | 超級500賽 | 超級300賽 | 超級100賽 | 國際挑戰賽 | 國際系列賽 | 未來系列賽 | 其他 |